# Bäng!
Bäng! je studiové album německé hard rockové skupiny Birth Control. Album produkoval Jürgen Krämer spolu se skupinou Birth Control. Album původně vyšlo v roce 1982 u vydavatelství Ohr Today, v roce 1997 vyšla reedice se třemi bonusovými skladbami pod hlavičkou Repertoire Records.

## Seznam skladeb
Na LP bylo album rozděleno na první a druhou stranu. Na první byly první čtyři skladby a na druhé další tři.
| Pořadí | Název                     | Délka |
| ------ | ------------------------- | ----- |
| 1.     | Nuclear Reactor           | 5:03  |
| 2.     | Get Ready to Run          | 4:06  |
| 3.     | Take Alarm                | 5:31  |
| 4.     | Greedy Eyes               | 4:54  |
| 5.     | The Day of Doom is Coming | 8:00  |
| 6.     | Doom Boom                 | 5:16  |
| 7.     | The King of an Island     | 6:20  |

| Bonusy na reedici z roku 1997 | Bonusy na reedici z roku 1997     | Bonusy na reedici z roku 1997 |
| Pořadí                        | Název                             | Délka                         |
| ----------------------------- | --------------------------------- | ----------------------------- |
| 8.                            | Nuclear Reactor (singlová verze)  | 3:43                          |
| 9.                            | Get Ready to Run (singlová verze) | 3:49                          |
| 10.                           | Nuclear Reactor (12" mix)         | 6:33                          |

## Obsazení
- Bernd Noske – zpěv, bicí, perkuse
- Bruno Frenzel – sólová kytara, zpěv
- Stefan Linke – rytmická kytara, zpěv
- Jürgen Goldschmidt – basová kytara, doprovodný zpěv
- Ulrich Klein – klávesy, doprovodný zpěv